# Tyny Beg
Tyny Beg (zm. 1342)  – dziesiąty chan Złotej Ordy w latach 1341-1342. 

## Życiorys
Był synem i następcą Ozbega. Podczas walk na wschodzie Złotej Ordy został zamordowany z inicjatywy swojego brata Dżanibega.